# Rhopus sulphureus
Rhopus sulphureus är en stekelart som först beskrevs av John Obadiah Westwood 1837.  Rhopus sulphureus ingår i släktet Rhopus och familjen sköldlussteklar. Inga underarter finns listade i Catalogue of Life.